# Самервил (Орегон)
Самервил (енгл. Summerville) град је у америчкој савезној држави Орегон.

## Демографија
По попису из 2010. године број становника је 135, што је 18 (15,4%) становника више него 2000. године.
| Група             | 2000.       | 2010.       |
| Белци             | 116 (99,1%) | 130 (96,3%) |
| Афроамериканци    | 0 (0,0%)    | 0 (0,0%)    |
| Азијати           | 0 (0,0%)    | 0 (0,0%)    |
| Хиспаноамериканци | 1 (0,9%)    | 3 (2,2%)    |
| Укупно            | 117         | 135         |